# Alex Haydock-Wilson
Alex Haydock-Wilson (Eton, 28 luglio 1999) è un velocista britannico, medaglia di due bronzi olimpici, un bronzo mondiale ed un oro e un bronzo europeo.

## Palmarès
| Anno | Manifestazione  | Sede      | Evento        | Risultato  | Prestazione | Note                                     |
| ---- | --------------- | --------- | ------------- | ---------- | ----------- | ---------------------------------------- |
| 2018 | Mondiali U20    | Tampere   | 4×400 m       | Bronzo     | 3'05"64     |                                          |
| 2019 | Europei U23     | Gävle     | 4×400 m       | Argento    | 3'04"59     |                                          |
| 2022 | Mondiali indoor | Belgrado  | 4×400 m       | 6º         | 3'08"30     |                                          |
| 2022 | Mondiali        | Eugene    | 400 m piani   | Semifinale | 45"08       | Miglior prestazione personale            |
| 2022 | Europei         | Monaco    | 400 m piani   | Bronzo     | 45"17       |                                          |
| 2022 | Europei         | Monaco    | 4×400 m       | Oro        | 2'59"35     | Miglior prestazione personale stagionale |
| 2023 | Mondiali        | Budapest  | 4×400 m       | Bronzo     | 2'58"71     | Miglior prestazione personale stagionale |
| 2024 | World Relays    | Nassau    | 4x400 m       | 6º         | 3'02"62     |                                          |
| 2024 | Europei         | Roma      | 400 m piani   | Semifinale | 46"05       |                                          |
| 2024 | Europei         | Roma      | 4x400 m       | 7º         | 3'01"89     |                                          |
| 2024 | Giochi olimpici | Parigi    | 4x400 m       | Bronzo     | 2'55"83     | Record europeo                           |
| 2024 | Giochi olimpici | Parigi    | 4x400 m mista | Bronzo     | 3'08"01     | Record nazionale                         |
| 2025 | Europei indoor  | Apeldoorn | 400 m piani   | Batteria   | 46"83       |                                          |
| 2025 | Europei indoor  | Apeldoorn | 4x400 m       | 4º         | 3'05"49     |                                          |